# Armando Trasarti

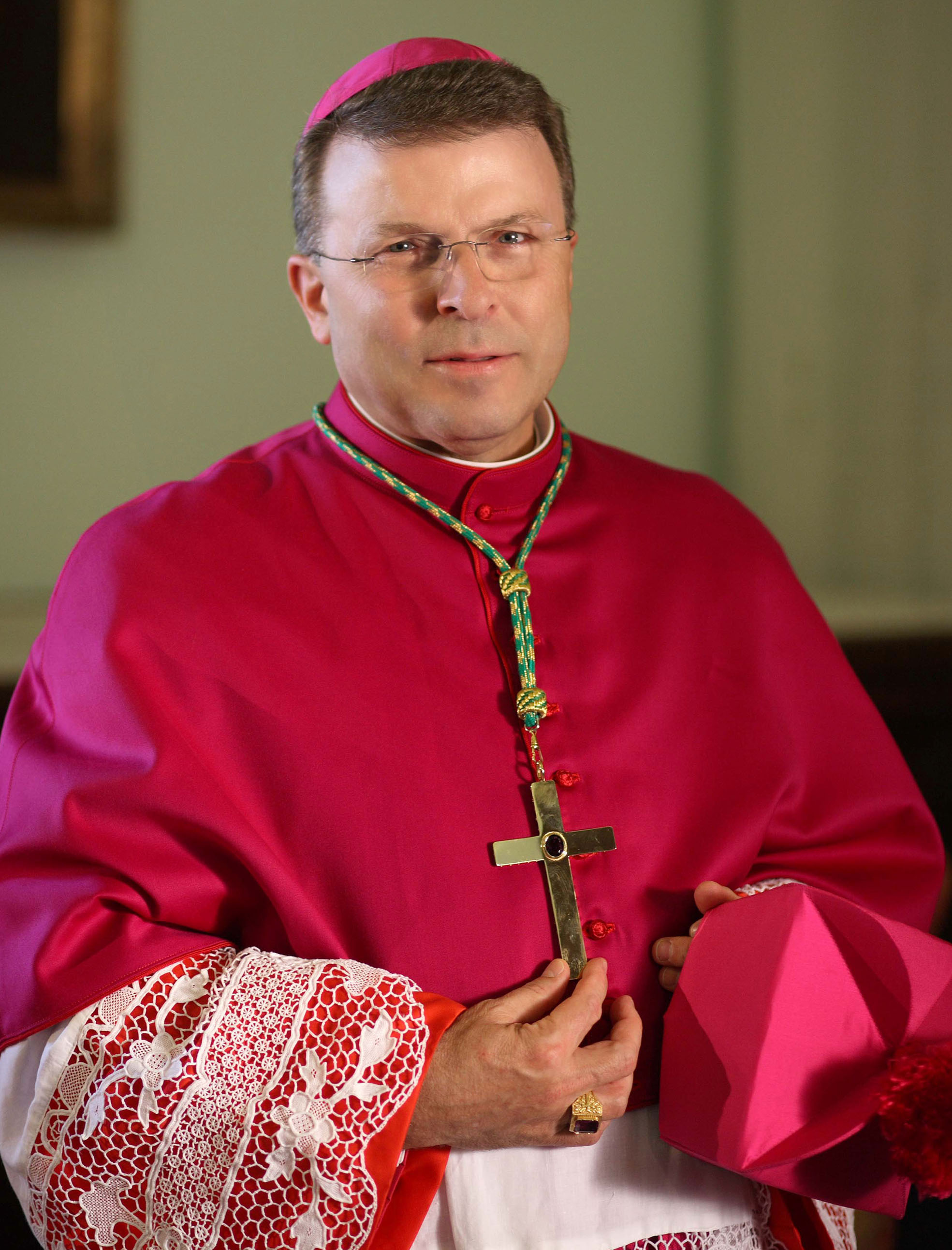
Bischof Armando Trasarti

Bischofswappen von Armando Trasarti

Armando Trasarti (* 16. Februar 1948 in Campofilone, Provinz Fermo) ist ein italienischer römisch-katholischer Geistlicher und emeritierter Bischof von Fano-Fossombrone-Cagli-Pergola.

## Leben
Armando Trasarti empfing am 15. September 1973 das Sakrament der Priesterweihe.
Am 21. Juli 2007 ernannte ihn Papst Benedikt XVI. zum Bischof von Fano-Fossombrone-Cagli-Pergola. Der Erzbischof von Fermo, Luigi Conti, spendete ihm am 7. Oktober desselben Jahres die Bischofsweihe; Mitkonsekratoren waren der emeritierte Erzbischof von Fermo, Cleto Bellucci, und der emeritierte Bischof von Fano, Vittorio Tomassetti. Die Amtseinführung erfolgte am 21. Oktober 2007.
Papst Franziskus nahm am 3. Mai 2023 das von Armando Trasarti aus Altersgründen vorgebrachte Rücktrittsgesuch an.